# Замок Оранмор
Замок Оранмор (англ. Oranmore Castle) — один із замків Ірландії, розташований в графстві Ґолвей.

## Історія замку Оранмор
Замок Оранмор було побудовано в XV столітті на місці більш давнього замку. Збудований в норманському стилі.
Замок був оплотом графів Кланріканд — норманських феодалів графства Ґолвей. У 1641 році у графстві Ґолвей панував маркіз і п'ятий граф Кланрікард. У березні 1642 року під час громадянської війни на Британських островах він повстав і приєднався до ірландських конфедератів з Форту Сент-Августин.
Граф Кланрікард розмістив сильний гарнізон в замку Оранмор і покладав на нього великі надії під час бойових дій. Але в 1643 році командир гарнізону капітан Віллоубі здав замок ворогам без згоди маркіза. У 1651 році гарнізон роялістів, що обороняв замок здався армії парламенту. Маркіз Кланрікард після перемоги Кромвеля втратив все своє майно і всі свої титули. Але VI граф Кланрікард після реставрації монархії повернув майже всі свої володіння, в тому числі й замок Оранмор. У 1666 році він орендував замок Волтера Ахі. Мері — дочка Волтера одружилася з Волтером Блейком з Драмакріна (графство Мейо). Її нащадки від цього шлюбу володіли замком Оранмор до 1853 року, коли маєтки Волтера Блейка були продані за борги.
Родина Блейк побудувала будинок з південного боку замку. Цей будинок був в руїнах, коли родина Блейк покинула замок Оранмор. Замок був без нагляду, аж поки він не був придбаний у 1947 році леді Леслі — кузиною Черчилля і дружиною письменника Шейна Леслі. Замок був в настільки поганому стані, що був проданий всього за £ 200. Потім новими власниками замок був відреставрований.
Леді Леслі передала замок своїй дочці — місіс Леслі Кінг, що знана як письменниця Аніта Леслі. З 1950 по 1960 рік леді Леслі Кінг та її чоловік Білл Кінг (теж письменник і мореплавець, що один на яхті обійшов навколо світу в 1970 році) добудували два поверхи до одного крила замку. Замком тепер володіє художниця Леоні Кінг (дочка Аніти Кінг та Білла Кінг) та її чоловік Алек Фінн — музика з гурту «Де Данаан».
Замок Оранмор неодноразово використовувався дня знімання різноманітних фільмів та серіалів на тему історії середньовіччя, зокрема в фільмі про Альфреда Великого, в серіалі Джека Тейлора. В одному з фільмів замок Оранмор був показаний як «одне з найстрашніших місць на землі».